# Hestfjall (kulle i Island, Västlandet)
Hestfjall är en kulle i republiken Island. Den ligger i regionen Västlandet, 50 km norr om huvudstaden Reykjavík. Toppen på Hestfjall är 226 meter över havet.
Trakten runt Hestfjall är nära nog obefolkad, med mindre än två invånare per kvadratkilometer. Närmaste större samhälle är Borgarnes, 13,0 km väster om Hestfjall. Trakten runt Hestfjall består i huvudsak av gräsmarker.